# Kaska-Kårnajauratj
Kaska-Kårnajauratj är en sjö i Jokkmokks kommun i Lappland och ingår i Luleälvens huvudavrinningsområde. Sjön har en area på 0,142 kvadratkilometer och ligger 346,4 meter över havet.

## Delavrinningsområde
Kaska-Kårnajauratj ingår i det delavrinningsområde (742281-162139) som SMHI kallar för Mynnar i Skalka. Medelhöjden är 481 meter över havet och ytan är 28,76 kvadratkilometer. Det finns inga avrinningsområden uppströms utan avrinningsområdet är högsta punkten. Vattendraget som avvattnar avrinningsområdet har biflödesordning 3, vilket innebär att vattnet flödar genom totalt 3 vattendrag innan det når havet efter 254 kilometer. Avrinningsområdet består mestadels av skog (89 procent). Avrinningsområdet har 0,52 kvadratkilometer vattenytor vilket ger det en sjöprocent på 1,8 procent.